# Мартін Брест
Мартін Брест (англ. Martin Brest, нар. 8 серпня 1951 (73 роки), Бронкс, Нью-Йорк, США) — американський кінорежисер, продюсер і сценарист.

## Ранні роки
Мартін Брест народився 8 серпня 1951 року у Бронксі, Нью-Йорк.
Брест закінчив Stuyvesant High School в 1969, Школу Мистецтв Нью-Йоркського університету в 1973 році. До того ж в 1977 році, він здобув ступінь «Магістра витончених мистецтв» (англ. Master of Fine Arts degree) в консерваторії Американського інституту кіномистецтва.

## Кар'єра
Першим проєктом, в якому Мартін спробував себе у ролі сценариста і режисера, став фільм «Красиво піти», де зіграли Джордж Бернс, Арт Карні і Лі Страсберг. Також, Мартіна призначили режисером «Військових ігор», але він був звільнений під час виробництва картини.
Наступним проєктом Бреста став його перший великий хіт «Поліцейський з Беверлі-Хіллз». з Едді Мерфі у головній ролі. Фільм зібрав у світовому прокаті понад 300 млн. доларів і номінувався на Оскар за найкращий оригінальний сценарій.
У наступному фільмі Мартіна, «Встигнути до опівночі», знялися Роберт Де Ніро і Чарлз Гродін. Фільм отримав «Золотий глобус» у номінаціях Кращий фільм (комедія або мюзикл) (Брест) і Краща чоловіча роль (комедія або мюзикл) (Де Ніро).
Новою яскравою сторінкою у творчості Мартіна Бреста став ремейк італійського фільму 1974 року Запах жінки. Саме за головну роль в цьому фільмі Аль Пачіно отримав свій єдиний «Оскар» за кращу чоловічу роль (і «Золотий глобус» за кращу чоловічу роль — драма).
Шість років потому, Мартін поставив мелодраму «Знайомтеся — Джо Блек», з Бредом Піттом і Ентоні Хопкінсом у головних ролях.
У 2003 році Брест написав сценарій до фільму «Джилі», а також виступив його режисером. На головні ролі були затверджені Бен Аффлек і Дженніфер Лопес. Фільм провалився в прокаті і, до того ж був негативно сприйнятий як кінокритиками, так і простими глядачами. Фільм отримав шість антипремій «Золота малина», у тому числі в таких номінаціях, як «найгірший фільм», «найгірший режисер», «найгірший актор» і «найгірша акторка».

## Фільмографія

### Режисер, продюсер і сценарист
| Рік  |    | Українська назва             | Оригінальна назва    | Роль                         |
| ---- | -- | ---------------------------- | -------------------- | ---------------------------- |
| 1972 | кф | Бутерброди для Гогена        | Hot Dogs for Gauguin | режисер, сценарист           |
| 1977 | ф  | Гарячі завтрашні дні         | Hot Tomorrows        | режисер, продюсер, сценарист |
| 1979 | ф  | Красиво піти                 | Going in Style       | режисер, сценарист           |
| 1984 | ф  | Поліцейський з Беверлі-Хіллз | Beverly Hills Cop    | режисер                      |
| 1988 | ф  | Встигнути до опівночі        | Midnight Run         | режисер, продюсер            |
| 1992 | ф  | Запах жінки                  | Scent of Woman       | режисер, продюсер            |
| 1993 | ф  | Джош і Сем                   | Josh and S.A.M.      | продюсер                     |
| 1998 | ф  | Знайомтеся, Джо Блек         | Meet Joe Black       | режисер, продюсер            |
| 2003 | ф  | Джилі                        | Gigli                | режисер, продюсер, сценарист |

### Актор
| Рік  |   | Українська назва                  | Оригінальна назва            | Роль                         |
| ---- | - | --------------------------------- | ---------------------------- | ---------------------------- |
| 1972 | ф | Бутерброди для Гогена             | Hot Dogs for Gauguin         | людина на поромі             |
| 1982 | ф | Швидкі зміни в школі Ріджмонт Хай | Fast Times at Ridgemont High | доктор Міллер                |
| 1984 | ф | Поліцейський із Беверлі-Гіллз     | Beverly Hills Cop            | касир в готелі Beverly Palms |
| 1985 | ф | Шпигуни, як ми                    | Spies Like Us                | охоронець                    |
| 1988 | ф | Встигнути до опівночі             | Midnight Run                 | продавець авіабілетів        |

## Нагороди

### Номінант
- «Оскар»
  - Найкращий фільм за картину Запах жінки.
  - Найкраща режисура за картину Запах жінки.

### Переможець
- Золота малина
  - Найгірший фільм за картину Джилі.
  - Найгірший сценарій за картину Джилі.